# Acacia decussata
Acacia decussata är en ärtväxtart som beskrevs av Michele Tenore. Acacia decussata ingår i släktet akacior, och familjen ärtväxter. Inga underarter finns listade i Catalogue of Life.